# Harry Hole
Harry Hole (il cognome va pronunciato "HOO-leh") è il personaggio principale di una serie di romanzi polizieschi, scritti dall'autore norvegese Jo Nesbø. Chiamato anche "Harry Holy" dai colleghi della polizia australiana, il suo nome deriva dall’antico norreno Hólar, la forma plurale di hóll, che significa "collina rotonda e isolata"; dal cognome Hole prende il nome anche la cittadina omonima della Norvegia, che trova origine dall'età dei Vichinghi.

## Caratteristiche del personaggio
Inizia la sua avventura con un caso in Australia come ispettore di supporto inviato dalla polizia di Oslo, poi continua la sua carriera in Norvegia.
Nelle sue storie, Harry Hole è un brillante poliziotto, introverso e ossessivamente orientato al raggiungimento di risultati. Ha pochi amici, ma spicca positivamente tra i suoi colleghi, coi quali ha un rapporto spesso conflittuale (anche per aver causato l'omicidio di un collega a inizio carriera). Il suo acume investigativo e lo spiccato senso della giustizia lo rendono rispettato e considerato come uno specialista, sebbene usi talvolta metodi non ortodossi e illegali nelle sue investigazioni.
Tema comune ai romanzi è la lotta di Hole con gli alcolici (il suo veleno: il whiskey Jim Beam) e la depressione, oltre che la sofferenza mentale come risultato di arbitrari comportamenti e della natura odiosa dei crimini dei quali si occupa.
Di lui si sa che è alto 1, 93 metri, biondo, di costituzione fisica forte. Ha seguito un corso speciale dell'FBI, che gli ha permesso di acquisire particolari abilità, come ad esempio ricaricare molto velocemente la sua Smith & Wesson di ordinanza ed analizzare indizi ricorrenti che indichino possibili serial killer. 
Ha un rapporto poco stretto con il padre che per lui aveva sognato un destino diverso; l'amata madre, di origine Sami, è morta di cancro quando lui era ancora un ragazzo; Harry ha una sorella maggiore, Søs, alla quale è molto legato, affetta dalla sindrome di Down.
Ha una sola relazione sentimentale seria, con la bella e intelligente Rakel Fauke. Nei primi volumi della serie a lui dedicata Harry abita nel centro di Oslo, in un piccolo appartamento di un palazzo al numero 5 di Sofies gate (edificio esistente e meta dei fan) e poi, in Polizia e Sete, decimo e undicesimo volume della serie a lui dedicata, nella vecchia villa sulle alture di Holmenkollen, zona residenziale di Oslo ovest, insieme a Rakel (che ha sposato alla fine di Polizia) e al figlio di lei, Oleg, al quale è molto affezionato. Quando Rakel verrà uccisa Harry cadrà in uno stato autodistruttivo che lo porterà a vivere da barbone a Los Angeles (Il coltello e Luna rossa).

## Elenco dei romanzi
Si riporta di seguito l'anno originale di apparizione, il titolo originale norvegese, quello in lingua inglese, infine il titolo scelto per l'edizione italiana
1. 1997 – Flaggermusmannen / The Bat / Il pipistrello (pubblicato in Italia nel 2014)
2. 1998 – Kakerlakkene / The Cockroaches / Scarafaggi (pubblicato in Italia nel 2015)
3. 2000 – Rødstrupe / The Redbreast / Il pettirosso
4. 2002 – Sorgenfri / Nemesis / Nemesi
5. 2003 – Marekors / The Devil's Star / La stella del diavolo
6. 2005 – Frelseren / The Redeemer / La ragazza senza volto
7. 2007 – Snømannen / The Snowman / L'uomo di neve
8. 2009 – Panserhjerte / The Leopard / Il leopardo
9. 2011 – Gjenferd / The Phantom / Lo spettro
10. 2013 – Politi / Police / Polizia
11. 2017 – Tørst / The Thirst / Sete
12. 2019 – Kniv / Knife / Il coltello
13. 2022 - Blodmåne / Killing Moon / Luna rossa